# Вічна любов (фільм, 1929)
«Вічна любов» (англ. Eternal Love) — американська мелодрама режисера Ернста Любіча 1929 року.

## Сюжет
Трагічна історія кохання в селі, розташованої в швейцарських Альпах в 1812 році, вільного і волелюбного мисливця, для якого гори - рідний дім і племінниці пастора. Життя, на жаль, буває іноді безжальним, а вчинки необдумані. І щастя, яке начебто було поруч, зникає безповоротно. І другого шансу ніхто не дасть.

## У ролях
- Джон Беррімор — Маркус Полтран
- Камілла Горн — Кіглія
- Віктор Варконі — Лоренц Грубер
- Гобарт Босворт — преподобний Тасс
- Боділ Росінг — економка
- Мона Ріко — Піа
- Евелін Селбі — мати Пії